# Yau Wai-ching

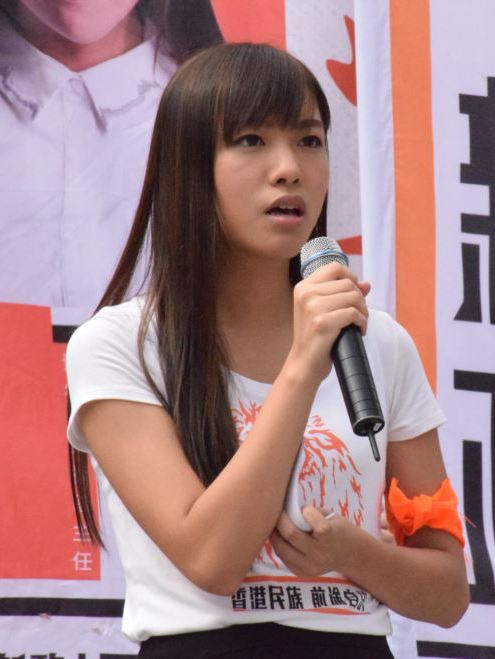
Yau Wai-ching am 6. August 2016

Yau Wai-ching (chinesisch 游蕙禎, Pinyin Yóu Huìzhēn, Jyutping Jau4 Wai6zing1, kantonesisch Yau Wai-ching; * 6. Mai 1991 in Hongkong, damals britische Kronkolonie, heute SAR Volksrepublik China) ist eine ehemalige Hongkonger Politikerin und Oppositionelle.

## Biografie

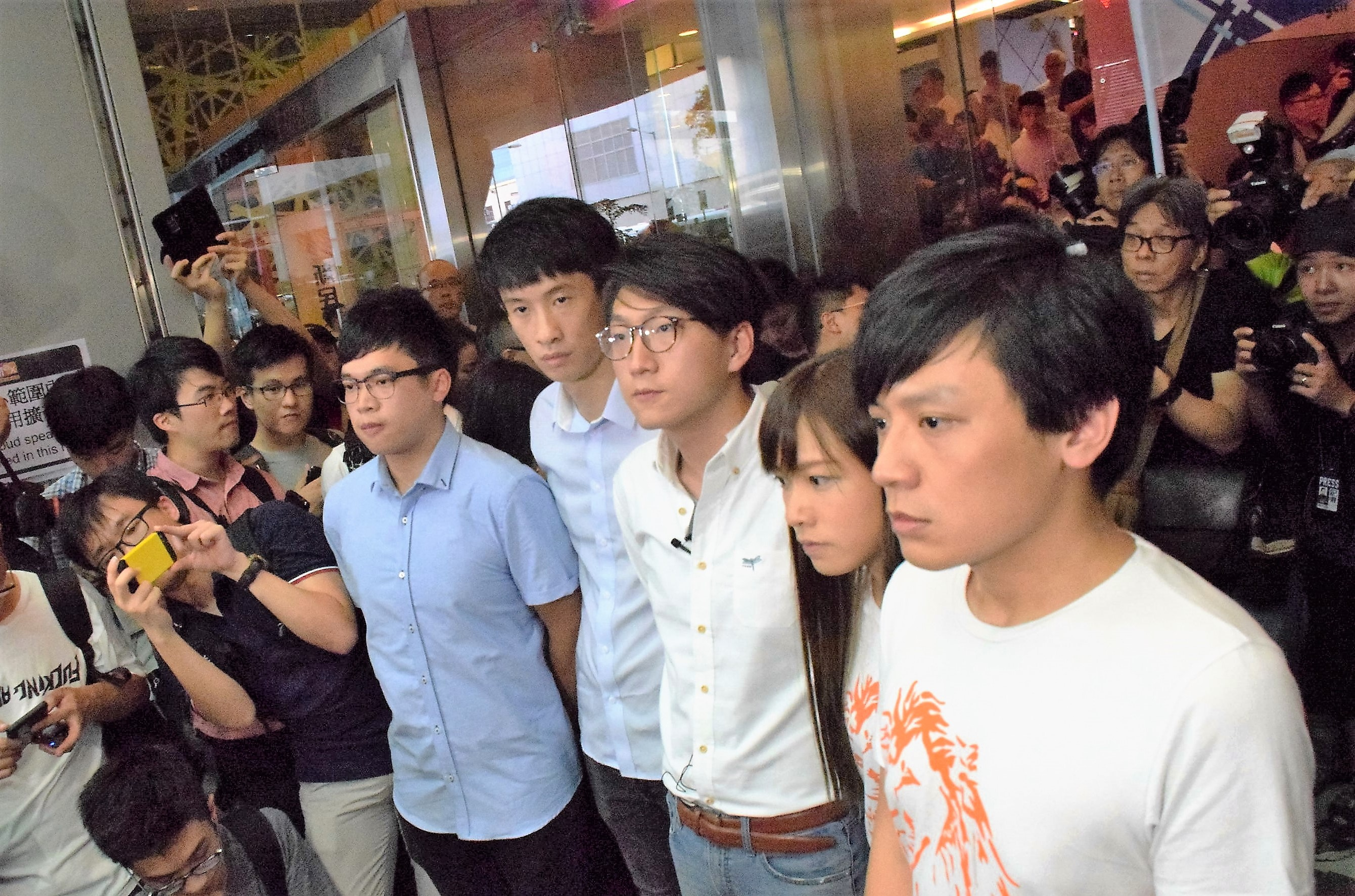
Kandidaten der Youngspiration bei der Wahl zum Legislativrat 2016, zweite von rechts Yau Wai-ching, vierter von rechts Baggio Leung

Yau Wai-ching wurde in Hongkong in eine dort alteingesessene bürgerliche Familie geboren. Damals war die Stadt noch britische Kronkolonie, bis sie 1997 an die Volksrepublik China übergeben wurde. Beide Eltern waren Staatsbedienstete und nicht politisch aktiv. Yau beschrieb ihre Eltern später als zwar nicht vollständig auf Regierungs-Linie, aber sehr angepasst und auf Ruhe und Ordnung bedacht. Nach dem Schulbesuch in Hongkong studierte sie an der Lingnan University in Hongkong, wo sie einen Abschluss in Literatur erwarb. Im Rückblick beschrieb sie sich als weitgehend politisch inaktiv bis zum Jahr 2014, als in Hongkong die sogenannte „Regenschirm-Bewegung“ (雨傘運動, Umbrella Movement) entstand. Die Bewegung war eine pro-Demokratie-Bewegung, die ihren Namen von den vielfach auf Demonstrationen eingesetzten Regenschirmen der Demonstranten erhielt. Damit wollten sich die Demonstranten vor dem durch die Polizei eingesetzten Pfefferspray schützen. Aus der Regenschirm-Bewegung gingen wiederum neue Bürgerrechtsbewegungen hervor. Eine davon war Youngspiration (青年新政, ein Kunstwort aus Young und Aspiration, „Junge Hoffnung“ oder „Junges Streben“) die am 21. Januar 2015 von „Regenschirm-Aktivisten“ gegründet wurde. Die beiden Hauptgründer von Youngspiration waren Sixtus „Baggio“ Leung, ein gewählter Vorsitzender einer Studentenvertretung und Yau Wai-ching. Die Bewegung kandidierte bei der Wahl zum Hongkonger Legislativrat am 4. September 2016 und Baggio Leung und Yau Wai-ching wurden in den Legislativrat gewählt. Im Vorfeld der Wahl hatte sich die Gruppe für die „Selbstbestimmung“ Hongkongs, das eine begrenzte Autonomie unter den wachsamen Augen der Volksrepublik China als „spezielle Sonderverwaltungszone“ genießt, ausgesprochen. Die chinesische Administration Hongkongs hatte in massiver Weise versucht, die Wahl in ihrem Sinne zu beeinflussen und unter anderem oppositionelle Kandidaten aufgrund von „separatistischen Tendenzen“ disqualifiziert, so dass sie nicht an der Wahl teilnehmen konnten.

## Öffentliches Auftreten

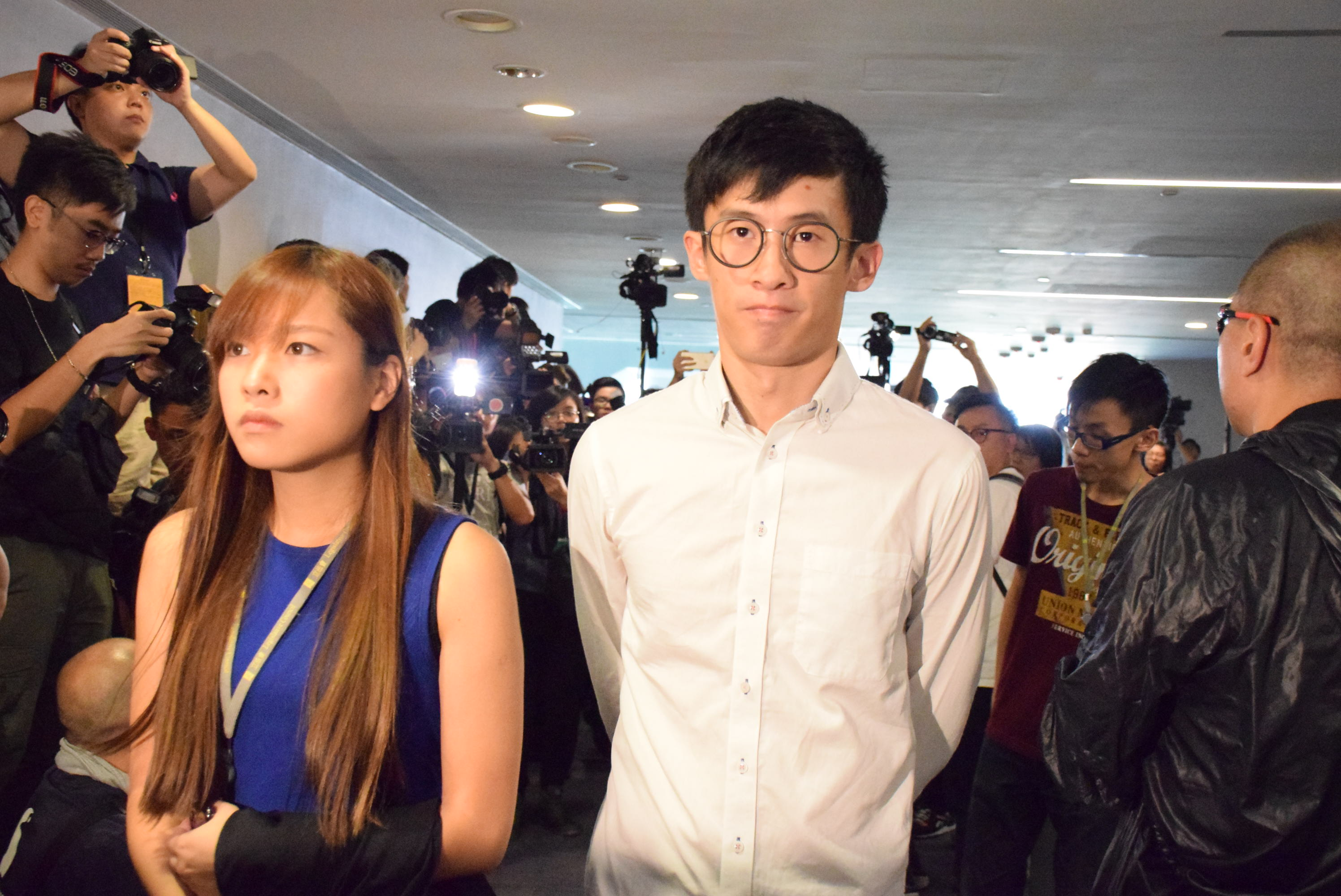
Die beiden Youngspiration-Abgeordneten Yau und Leung am 2. November 2016

Yau Wai-ching wurde für ihr unverblümtes und respektloses Auftreten bekannt. Schon bei den Hongkonger Distriktwahlen 2015 hatte sie durch ihr engagiertes und frisch-unbekümmertes Auftreten gegen die pro-chinesische langjährige Berufspolitikerin Priscilla Leung große Beachtung gefunden. Bei der Wahl unterlag sie, ein völliger Neuling auf dem politischen Parkett, Leung nur ganz knapp. Insbesondere junge Wähler, die der alten Politikergarde nichts abgewinnen konnten, wurden zu ihren Anhängern. Bei der Wahl zum Legislativrat 2016 gewann sie mit 20.643 Wählerstimmen einen Sitz im Wahlkreis Kowloon West und zog damit als jüngste Abgeordnete in den Legislativrat ein. Sie weigerte sich, eine Erklärung zu unterschreiben, dass sie keine Sezession Hongkongs von China unterstützen würde, und hatte Glück, dass sie mit dieser Haltung nicht wie andere Kandidaten von der Wahlteilnahme disqualifiziert wurde. Als sie in der Hongkong-Versammlung, dem Parlament von Hongkong den Amtseid leisten sollte, kam es zu einem kleinen Skandal. Yau wich vom vorgeschriebenen Text des Eides ab, und, statt der Volksrepublik China Treue zu schwören, gelobte sie Treue gegenüber der „Nation von Hongkong“ („swear allegiance to the Hong Kong Nation“). Der Vorsitzende ermahnte sie darauf, sich an den vorgegebenen Text zu halten. Daraufhin breitete sie ein kleines Transparent mit der Aufschrift Hong Kong is not China („Hongkong ist nicht China“) vor sich auf dem Tisch aus und haspelte anschließend den Text des Eides in monotoner Weise herunter, wobei sie den Begriff „Hongkong“ immer laut betonte und englisch „People’s Republic of China“ wie „People’s Re-fucking of Cheena“ aussprach („Cheena“ oder „Sheena“ war eine früher von Japan gebrauchte Bezeichnung Chinas, die heute in China als abwertend empfunden wird).
Auch bei anderen Gelegenheiten nahm sie kein Blatt vor den Mund. Auf einer politischen Versammlung von Studenten nach ihrer Wahl in den Legislativrat beklagte sie die Wohnungsnot und die Enge mit fehlender Privatsphäre in Hongkong mit den Worten „Wenn wir bumsen wollen, können wir keinen Raum dafür finden“.
Dieses „freche“ und ungenierte Auftreten brachte ihr eine enthusiastische Fangemeinde insbesondere in der jungen Wählerschaft, aber auch viele Kritiker ein. Mehrfach kam es zu Protesten der pro-chinesischen Abgeordneten (die dort die große Mehrheit bilden) und tumultartigen Szenen im Legislativrat. Außerhalb des Parlaments gab es sowohl Demonstrationen für, als auch zum Teil wütende pro-chinesische Demonstrationen gegen Yau und ihren Kollegen Leung. Auch besonnene Politiker wie der letzte britische Gouverneur von Hongkong Chris Patten äußerten sich skeptisch. Die Unabhängigkeit Hongkongs werde nicht eintreten und die spektakulären Aktionen Yaus erschwerten eher die erstrebte Demokratisierung Hongkongs. Der Hongkonger Demokratie-Aktivist Martin Lee äußerte sich kritisch mit der Befürchtung, dass derartige Aktionen der Führung in Peking einen Anlass bieten könnten, die Unabhängigkeit der Hongkonger Justiz zu beseitigen. Verschiedene politische Kommentatoren, beispielsweise in der englischsprachigen Hongkonger South China Morning Post, äußerten die Ansicht, dass Yau mit dem Begriff Cheena alle Chinesen, auch die Bewohner Hongkongs, beleidigt habe.
Am 15. November 2016 wurden Yau Wai-ching und Baggio Leung (der ebenfalls einen ungültigen Eid geleistet hatte) durch das Oberste Gericht Hongkongs ihrer Parlamentssitze verlustig erklärt. Schon eine Woche vor dem Gerichtsurteil hatten offizielle Stellen der Volksrepublik China betont, dass gewählte Vertreter ihren Amtseid in Würde ableisten müssten oder andernfalls ihr Amt verlieren würden. Diese Stellungnahme bezeichneten die Anhänger Yaus und Leungs als unangemessene Einmischung in die Angelegenheiten Hongkongs und einen Bruch des Hongkonger Rechtssystems. Einen Monat nach der skandalträchtigen Eidleistungszeremonie versuchten Yau und Leung während einer Sitzung des Legislativrats in den Sitzungssaal einzudringen, um dort ihren Eid abzuleisten. Dabei kam es zu einem Handgemenge mit Sicherheitskräften.
Am 26. August 2017 lehnte das zuständige Hongkonger Berufungsgericht die Klage der beiden gegen den Ausschluss vom Legislativrat ab. Die beiden hätten bewusst gegen die Regeln verstoßen und seien damit zu Recht disqualifiziert worden. Infolge des versuchten Eindringens in den Legislativrat wurden Yau und Leung im Juni 2018 zu vier Wochen Haft verurteilt.
Danach wurde Yau politisch inaktiv und arbeitete als Kleinunternehmerin. Am 23. April 2021 heiratete sie ihren Lebensgefährten Matthew Lam, einen ehemaligen Sprecher der Spark Alliance, einer Initiative zur Unterstützung von Pro-Demokratie-Aktivisten, die sich über Crowdfunding finanzierte.